# Санчес, Хавьер
Хавьер Санчес Викарио (исп. Javier Sánchez Vicario; род. 1 февраля 1968, Памплона) — испанский профессиональный теннисист. Победитель 4 турниров Гран-при и АТР в одиночном и 26 турниров в парном разряде. Брат Эмилио и Аранчи Санчес Викарио.

## Спортивная карьера

### Начало карьеры
Хавьер Санчес родился в семье, где все дети занимались теннисом. Его младшая сестра Аранча была первой ракеткой мира среди женщин, старший брат Эмилио входил в десятку сильнейших в одиночном разряде и был первой ракеткой мира в парном. Ещё одна сестра, Мариса, играла в теннис за сборную Пеппердинского университета.
Свои первые матчи в профессиональных турнирах Хавьер провёл в 1985 году, в 17 лет. В следующем году он выиграл Открытый чемпионат США среди юношей и закончил сезон в ранге первой ракетки мира среди юношей. В этом году он дошёл до полуфинала турнира Гран-при в Мадриде в паре с Карлосом ди Лаурой. В 1987 году он уже дошёл до финала этого турнира в одиночном разряде и выиграл его в паре с ди Лаурой. Интересно, что его соперником в финале и в одиночном, и в парном разряде был старший брат Эмилио (в парах — с Серхио Касалем). Всего за этот сезон Хавьер дошёл до финала четырёх турниров Гран-при в парном разряде и два из них выиграл, закончив год в первой сотне рейтинга среди игроков в парном разряде. В одиночном разряде он вошёл в первую сотню ещё в июне, после выхода во второй круг Открытого чемпионата Франции, но к ноябрю её покинул. В октябре Хавьер был впервые приглашён в сборную Испании на полуфинальный матч Кубка Дэвиса против команды Швеции. Встречу с одним из лидеров мирового тенниса, Стефаном Эдбергом, он проиграл, но во второй индивидуальной игре, с Яном Гуннарссоном, одержал первую победу в рядах сборной.
На следующий год Хавьер выиграл два турнира Гран-при в парах (в том числе в Болонье — с Эмилио) и свой первый турнир в одиночном разряде, закончив год в первой сотне рейтинга и как парный игрок, и как одиночный. Он принял участие в первом официальном Олимпийском теннисном турнире с 1924 года, пробившись в Сеуле в третий круг перед тем, как проиграть более опытному Паоло Кане. За 1989 год он удвоил число своих титулов в парах, победив в том числе (с Эмилио) на престижном Открытом чемпионате Германии. С Серхио Касалем он дошёл до четвертьфинала на Открытом чемпионате Франции. Уже в мае он вошёл в число 50 сильнейших игроков в мире в парном разряде, а закончил год вплотную к первой двадцатке. В одиночном разряде, благодаря участию в двух финалах, один из которых, в Болонье, он выиграл, Хавьер тоже закончил год в Top-50. В Кубке Дэвиса он провёл за сборную только одну игру, уступив Горану Иванишевичу в матче против Югославов, зато сыграл шесть игр за сборную в рамках командного Кубка мира, причём во всех трёх поединках в одиночном разряде ему противостояли соперники из первой десятки рейтинга. Ему удалось обыграть олимпийского вице-чемпиона Тима Майотта, на тот момент девятого в мире.

### Пик карьеры
В апреле и начале мая 1990 года, в паре с эквадорцем Андресом Гомесом, Хавьер Санчес трижды выходил в финал турниров недавно образованного АТР-тура. Они выиграли турнир второй категории в Барселоне, затем дошли до финала турнира высшей категории в Монте-Карло и, наконец, до финала в Мадриде. Эти успехи позволили Санчесу войти в первую десятку в рейтинге в парном разряде, в которой он, однако, надолго не задержался, проиграв в первом же матче Открытого чемпионата Германии, а затем в первом круге Открытого чемпионата Франции. Ближе к концу года он выиграл ещё два турнира, но к первой десятке вновь приблизиться не сумел. В одиночном разряде он ни разу не доходил до финала, но в начале года демонстрировал уверенную стабильную игру, выйдя в полуфинал в Мадриде и в четвёртый круг на Открытом чемпионате Франции. Позже, однако, последовала череда неудачных выступлений, и ему не удалось сохранить до конца сезона место в Top-50.
В 1991 году Санчес выиграл свой первый турнир АТР высшей категории в парном разряде — Newsweek Champions Cup в Индиан-Уэллс. На пути к титулу они с Джимом Курье победили первую пару мира — Скотта Дэвиса и Дэвида Пейта. Помимо этого Санчес выиграл за год ещё два турнира и дошёл до полуфинала в Открытом чемпионате Германии, сохранив место в числе 50 лучших игроков в парном разряде. В одиночном разряде он вернулся в число 50 сильнейших в августе, а после выхода в четвертьфинал Открытого чемпионата США (с победой во втором круге над Серхи Бругерой, девятым в мире) и в финал турнира АТР в Бразилиа закрепился там до конца сезона.
После достаточно проходного 1992 года (один титул — второй раз за карьеру в Барселоне — в парах, один финал и две победы над соперником из первой десятки в одиночном разряде) Санчес дважды за 1993 год вышел в четвертьфинал на турнирах Большого шлема. Уже в январе они с Гэри Мюллером из ЮАР победили в первом круге Открытого чемпионата Австралии первую пару мира — Тодда Вудбриджа и Марка Вудфорда, а на Открытом чемпионате США Санчес и Диего Наргисо вышли в четвертьфинал после победы над Мартином Даммом и Карелом Новачеком — вторыми в мире. В обоих случаях, однако, затем последовали поражения от намного менее титулованных соперников. Ещё одно успешное выступление состоялось в самом конце сезона, когда Санчес и Уэйн Феррейра дошли до финала в Антверпене, снова победив в первом круге Вудбриджа и Вудфорда, а в финале проиграли лучшим на тот момент в мире Патрику Гэлбрайту и Гранту Коннеллу.
В мае 1994 года Санчес выиграл третий за карьеру турнир в одиночном разряде, причём второй раз — в Болонье. Эта победа последовала вскоре после участия в полуфиналах в Оэйраше и Гамбурге, и итогом стало 26-е место в рейтинге, высшее в его одиночной карьере. Санчесу удалось сохранить место в Top-50 до конца сезона, как и в прошлом году. В парах он четыре раза играл в финале, в том числе в Открытом чемпионате Италии — втором по престижности грунтовом турнире в мире. По ходу сезона он возвращался в первую десятку в рейтинге, но снова не сумел удержаться в ней до конца года.
За 1995 год Санчес восемь раз выходил в финал турниров АТР — два раза в одиночном разряде и шесть в парном, — хотя выиграл только два турнира в парах. На протяжении этого сезона его постоянным партнёром был аргентинец Луис Лобо; вместе они победили в Гштаде и Умаге и дошли до финала, в числе прочих, на турнире высшей категории в Монте-Карло, где во втором круге обыграли одну из ведущих пар мира, Байрона Блэка и Марка Вудфорда. В конце года Санчес впервые в карьере принял участие в чемпионате мира АТР, однако они с Лобо выиграли в группе только одну встречу из трёх и в полуфинал не попали. В одиночном разряде Санчес, после выхода в финал турниров в Праге и Тель-Авиве, обеспечил себе, как и в парах, место в числе 50 сильнейших в рейтинге по итогам сезона. В следующем году в Тель-Авиве Санчес выиграл свой четвёртый турнир в одиночном разряде, а перед этим дошёл до второго за карьеру четвертьфинала Открытого чемпионата США. В паре с Лобо он в третий раз за карьеру выиграл турнир в Барселоне, также дошёл до четвертьфинала на Открытом чемпионате США, а кроме того — до полуфинала в двух турнирах АТР высшей категории, причём в Торонто после победы над первой парой мира, Вудбриджем и Вудфордом. Хотя он входил в число ведущих игроков мира и в парном, и в одиночном разряде, ему не нашлось, однако, места в составе сборной Испании на Олимпиаде в Атланте.
1997 год стал третьим, который Санчес в паре с Лобо. В этот год он выиграл четыре турнира в парном разряде, повторив личный рекорд восьмилетней давности, и к середине августа поднялся до 14-й позиции в рейтинге, высшей с мая 1990 года. Среди выигранных турниров был и один турнир высшей категории, Открытый чемпионат Германии, в котором Санчес победил во второй раз за карьеру. Впервые с 1989 года он принял участие в матче Кубка Дэвиса, в парном разряде с Франсиско Роигом, но сборная Испании проиграла 4:1 итальянцам, а Санчес и Роиг уступили Омару Кампорезе и Диего Наргисо. Несмотря на четыре выигранных турнира, Лобо и Санчес не попали на сей раз в чемпионат мира АТР.

### Завершение карьеры
В 1998 году Санчес выиграл свой 25-й турнир АТР в парном разряде и дважды вышел с Лобо в четвертьфинал на турнирах Большого шлема — сначала в Австралии, где они на сей раз не сумели одолеть Вудбриджа и Вудфорда, а затем в США, где в первом круге они победили Рика Лича и Эллиса Феррейру, но позже не смогли пройти Махеша Бхупати и Леандера Паеса. Ещё на трёх турнирах АТР, в том числе на Открытом чемпионате Италии, они дошли до полуфинала. Санчес в очередной раз закончил год в Top-50 среди игроков в парном разряде. В одиночном он выступал достаточно неуверенно и к концу сезона потерял место в первой сотне, впервые за 11 лет закончив год за её пределами. В Кубке Дэвиса, где Санчес выступал только в паре, он проиграл все три своих встречи, но тем не менее добрался со сборной до полуфинала Мировой группы.
В 1999 году Санчес выиграл свой последний турнир АТР в парах, в третий раз завоевав главный трофей в Умаге, и добавил к нему победу в «челленджере» в Барлетте (Италия). В тринадцатый раз подряд он закончил парный сезон в первой сотне рейтинга. Он продолжал выступления в парном разряде до марта 2000 года и завершил профессиональную карьеру, всё ещё находясь в сотне сильнейших.

### Интересные факты
- В одиночном разряде Хавьер провёл 12 матчей в рамках турниров Большого шлема, Гран-при и АТР против своего старшего брата Эмилио. Эмилио одержал десять побед, но два из трёх последних матчей выиграл Хавьер[18]. В парном разряде они играли друг против друга в двадцати турнирах; Эмилио победил в 15 матчах, Хавьер в пяти. При этом из четырёх встреч в финалах турниров Хавьер выиграл три: в 1987 году в Мадриде, в 1990 году в Барселоне и в 1991 году в Скенектади. Вместе Эмилио и Хавьер провели 14 турниров, в которых 6 раз дошли до финала, одержав победу в половине случаев.
- Хавьер Санчес, уроженец испанской Памплоны, проживает в Андорре. Он пять раз участвовал в лучшие годы карьеры в проходящем в Андорре «челленджере» (в том числе в паре с такими сильными игроками, как Николас Кифер и Томас Карбонель), но ни разу не сумел его выиграть. В одиночном разряде он каждый раз проигрывал соперникам, не входившим в первую сотню рейтинга, а в парном только один раз из пяти один из участников победившей пары, Андерс Яррид, входил в первую сотню.

## Участие в финалах турниров Гран-При и АТР (56)
| Легенда                                  |
| ---------------------------------------- |
| Большой шлем (0)                         |
| Мастерс / Чемпионат мира АТР (0)         |
| ATP Championship Series, single week (5) |
| ATP Championship Series (5)              |
| ATP World / ATP International (30)       |
| GP (16)                                  |

### Одиночный разряд (12)

#### Победы (4)
| №  | Дата        | Турнир                                                    | Покрытие | Соперник в финале      | Счёт в финале    |
| -- | ----------- | --------------------------------------------------------- | -------- | ---------------------- | ---------------- |
| 1. | 14 ноя 1988 | Открытый чемпионат Южной Америки, Буэнос-Айрес, Аргентина | Грунт    | Гильермо Перес-Рольдан | 6–2, 6–4         |
| 2. | 19 июн 1989 | Болонья, Италия                                           | Грунт    | Франко Давин           | 6–1, 6–0         |
| 3. | 16 мая 1994 | Болонья (2)                                               | Грунт    | Альберто Берасатеги    | 7–6(3), 4–6, 6–3 |
| 4. | 14 окт 1996 | Открытый чемпионат Тель-Авива, Израиль                    | Хард     | Маркос Ондруска        | 6–4, 7–5         |

#### Поражения (8)
| №  | Дата        | Турнир                                 | Покрытие | Соперник в финале | Счёт в финале |
| -- | ----------- | -------------------------------------- | -------- | ----------------- | ------------- |
| 1. | 14 сен 1987 | Гран-при Мадрида, Испания              | Грунт    | Эмилио Санчес     | 3–6, 6–3, 2–6 |
| 2. | 6 ноя 1989  | Сан-Паулу, Бразилия                    | Ковёр    | Мартин Хайте      | 6–7, 3–6      |
| 3. | 13 мая 1991 | Открытый чемпионат Югославии, Умаг     | Грунт    | Дмитрий Поляков   | 4–6, 4–6      |
| 4. | 9 сен 1991  | Бразилиа, Бразилия                     | Ковёр    | Андрес Гомес      | 4–6, 6–3, 3–6 |
| 5. | 13 апр 1992 | Открытый чемпионат Ниццы, Франция      | Грунт    | Габриэль Маркус   | 4–6, 4–6      |
| 6. | 2 авг 1993  | Открытый чемпионат Австрии, Кицбюэль   | Грунт    | Томас Мустер      | 3–6, 5–7, 4–6 |
| 7. | 31 июл 1995 | Открытый чемпионат Чехии, Прага        | Грунт    | Богдан Улиграх    | 2–6, 2–6      |
| 8. | 9 окт 1995  | Открытый чемпионат Тель-Авива, Израиль | Хард     | Ян Крошлак        | 3–6, 4–6      |

### Парный разряд (26)

#### Победы (26)
| №   | Дата        | Турнир                                                    | Покрытие | Партнёр          | Соперники в финале                | Счёт в финале |
| --- | ----------- | --------------------------------------------------------- | -------- | ---------------- | --------------------------------- | ------------- |
| 1.  | 21 сен 1987 | Гран-при Мадрида, Испания                                 | Грунт    | Карлос ди Лаура  | Серхио Касаль Эмилио Санчес       | 6–3, 3–6, 6–4 |
| 2.  | 16 ноя 1987 | Сан-Паулу, Бразилия                                       | Хард     | Гилад Блюм       | Томас Карбонель Серхио Касаль     | 6–3, 6–7, 6–4 |
| 3.  | 13 июн 1988 | Болонья, Италия                                           | Грунт    | Эмилио Санчес    | Марк Вальдер Рольф Герцог         | 6–1, 7–6      |
| 4.  | 14 ноя 1988 | Открытый чемпионат Южной Америки, Буэнос-Айрес, Аргентина | Грунт    | Карлос Коста     | Эдуардо Бенгоэчеа Хосе Луис Клерк | 6–3, 3–6, 6–3 |
| 5.  | 8 мая 1989  | BMW Open, Мюнхен, ФРГ                                     | Грунт    | Балаж Тароци     | Питер Дуган Лори Уордер           | 7–6, 6–7, 7–6 |
| 6.  | 15 мая 1989 | Открытый чемпионат Германии, Гамбург                      | Грунт    | Эмилио Санчес    | Борис Беккер Эрик Елен            | 6–4, 6–1      |
| 7.  | 19 июн 1989 | Болонья (2)                                               | Грунт    | Серхио Касаль    | Юрген Виндаль Томас Нюдаль        | 6–2, 6–3      |
| 8.  | 7 авг 1989  | Открытый чемпионат Австрии, Кицбюэль                      | Грунт    | Эмилио Санчес    | Петр Корда Томаш Шмид             | 7–5, 7–6      |
| 9.  | 16 апр 1990 | Trofeo Conde de Godó, Барселона, Испания                  | Грунт    | Андрес Гомес     | Серхио Касаль Эмилио Санчес       | 7–6, 7–5      |
| 10. | 6 авг 1990  | Открытый чемпионат Австрии, Кицбюэль (2)                  | Грунт    | Эрик Виноградски | Франсиско Клавет Хорст Шкофф      | 7–6, 6–2      |
| 11. | 8 окт 1990  | Открытый чемпионат Афин, Греция                           | Грунт    | Серхио Касаль    | Том Кемперс Рихард Крайчек        | 6–4, 6–3      |
| 12. | 11 мар 1991 | Newsweek Champions Cup, Индиан-Уэллс, США                 | Хард     | Джим Курье       | Анри Леконт Ги Форже              | 7–6, 3–6, 6–3 |
| 13. | 20 мая 1991 | Открытый чемпионат Югославии, Умаг                        | Грунт    | Гилад Блюм       | Ричи Ренеберг Дэвид Уитон         | 7–6, 2–6, 6–1 |
| 14. | 26 авг 1991 | Скенектади, Нью-Йорк U.S.                                 | Хард     | Тодд Вудбридж    | Андрес Гомес Эмилио Санчес        | 3–6, 7–6, 7–6 |
| 15. | 13 апр 1992 | Trofeo Conde de Godó, Барселона (2)                       | Грунт    | Андрес Гомес     | Иван Лендл Карел Новачек          | 6–4, 6–4      |
| 16. | 18 апр 1994 | Открытый чемпионат Ниццы, Франция                         | Грунт    | Марк Вудфорд     | Хендрик-Ян Давидс Пит Норвал      | 7–5, 6–3      |
| 17. | 10 окт 1994 | Международный чемпионат Афин (2)                          | Грунт    | Луис Лобо        | Кристиан Бранди Федерико Мордеган | 5–7, 6–1, 6–4 |
| 18. | 17 июл 1995 | Открытый чемпионат Швейцарии, Гштад                       | Грунт    | Луис Лобо        | Арно Бёч Марк Россе               | 6–7, 7–6, 7–6 |
| 19. | 28 авг 1995 | Открытый чемпионат Хорватии, Умаг (2)                     | Грунт    | Луис Лобо        | Ласло Марковиц Давид Экерот       | 6–4, 6–0      |
| 20. | 22 апр 1996 | Open SEAT, Барселона (3)                                  | Грунт    | Луис Лобо        | Нил Броуд Пит Норвал              | 6–1, 6–3      |
| 21. | 13 янв 1997 | Sydney International, Австралия                           | Хард     | Луис Лобо        | Ян Симеринк Паул Хархёйс          | 6–4, 6–7, 6–3 |
| 22. | 10 мар 1997 | Franklin Templeton Classic, Скоттсдейл, Аризона, США      | Хард     | Луис Лобо        | Юнас Бьоркман Рик Лич             | 6–3, 6–3      |
| 23. | 12 мая 1997 | Открытый чемпионат Германии, Гамбург (2)                  | Грунт    | Луис Лобо        | Нил Броуд Пит Норвал              | 6–3, 7–6      |
| 24. | 6 окт 1997  | Открытый чемпионат Румынии, Бухарест                      | Грунт    | Луис Лобо        | Хендрик-Ян Давидс Даниэль Орсанич | 7–5, 7–5      |
| 25. | 31 авг 1998 | Waldbaum's Hamlet Cup, Лонг-Айленд, США                   | Хард     | Хулиан Алонсо    | Брэндон Куп Дейв Рэндолл          | 6–4, 6–4      |
| 26. | 2 авг 1999  | Открытый чемпионат Хорватии, Умаг (3)                     | Грунт    | Мариано Пуэрта   | Массимо Бертолини Кристиан Бранди | 3–6, 6–2, 6–3 |

#### Поражения (18)
| №   | Дата        | Турнир                                                | Покрытие | Партнёр        | Соперники в финале                | Счёт в финале |
| 1.  | 3 авг 1987  | Открытый чемпионат Швеции, Бостад                     | Грунт    | Эмилио Санчес  | Стефан Эдберг Андерс Яррид        | 6–7, 3–6      |
| 2.  | 26 окт 1987 | CA-Tennis Trophy, Вена, Австрия                       | Хард (i) | Эмилио Санчес  | Мел Пёрселл Тим Уилкисон          | 3–6, 5–7      |
| 3.  | 7 ноя 1988  | Сан-Паулу, Бразилия                                   | Хард     | Рикардо Акунья | Джей Бергер Орасио де ла Пенья    | 7–5, 4–6, 3–6 |
| 4.  | 26 июн 1989 | Бари, Италия                                          | Грунт    | Серхио Касаль  | Симоне Коломбо Клаудио Медзадри   | 6–0, 3–6, 3–6 |
| 5.  | 30 апр 1990 | Monte-Carlo Open, Монако                              | Грунт    | Андрес Гомес   | Петр Корда Томаш Шмид             | 4–6, 6–7      |
| 6.  | 7 мая 1990  | Гран-при Мадрида, Испания                             | Грунт    | Андрес Гомес   | Хуан Карлос Багена Омар Кампорезе | 4–6, 6–3, 3–6 |
| 7.  | 16 июл 1990 | Открытый чемпионат Швейцарии, Гштад                   | Грунт    | Омар Кампорезе | Серхио Касаль Эмилио Санчес       | 3–6, 6–3, 5–7 |
| 8.  | 30 сен 1991 | Палермо, Италия                                       | Грунт    | Эмилио Санчес  | Том Кемперс Якко Элтинг           | 6–3, 3–6, 3–6 |
| 9.  | 25 мая 1992 | Болонья, Италия                                       | Грунт    | Хавьер Франа   | Люк Дженсен Лори Уордер           | 2–6, 3–6      |
| 10. | 26 окт 1992 | Mercedes Cup, Штутгарт, Германия                      | Грунт    | Марк Россе     | Гленн Лейендекер Байрон Талбот    | 6–4, 3–6, 4–6 |
| 11. | 15 ноя 1993 | Чемпионат Европейского сообщества, Антверпен, Бельгия | Ковёр    | Уэйн Феррейра  | Патрик Гэлбрайт Грант Коннелл     | 3–6, 6–7      |
| 12. | 11 апр 1994 | Trofeo Conde de Godó, Барселона, Испания              | Грунт    | Джим Курье     | Евгений Кафельников Давид Рикл    | 7–5, 1–6, 4–6 |
| 13. | 16 мая 1994 | Открытый чемпионат Италии, Рим                        | Грунт    | Уэйн Феррейра  | Евгений Кафельников Давид Рикл    | 1–6, 5–7      |
| 14. | 16 янв 1995 | Benson and Hedges, Окленд, Новая Зеландия             | Хард     | Луис Лобо      | Патрик Гэлбрайт Грант Коннелл     | 4–6, 3–6      |
| 15. | 6 мар 1995  | Чемпионат Аризоны, Скоттсдейл, США                    | Хард     | Луис Лобо      | Тревор Кронеман Дэвид Макферсон   | 6–4, 3–6, 4–6 |
| 16. | 1 мая 1995  | Monte-Carlo Open, Монако                              | Грунт    | Луис Лобо      | Паул Хархёйс Якко Элтинг          | 3–6, 4–6      |
| 17. | 26 окт 1995 | BMW Open, Мюнхен, Германия                            | Грунт    | Луис Лобо      | Тревор Кронеман Дэвид Макферсон   | 3–6, 4–6      |
| 18. | 6 мая 1996  | Открытый чемпионат Чехии, Прага                       | Грунт    | Луис Лобо      | Даниэль Вацек Евгений Кафельников | 3–6, 7–6, 3–6 |